# 朝潮太郎 (4代)
朝潮 太郎（あさしお たろう、1955年〈昭和30年〉12月9日 - 2023年〈令和5年〉11月2日）は、高知県安芸郡佐喜浜町（現：室戸市）出身で高砂部屋所属の元大相撲力士。最高位は東大関。本名は長岡 末弘（ながおか すえひろ）、現役時代の体格は身長183cm、体重183kg。得意手は突き、押し。星座は射手座、血液型はB型。近畿大学商経学部卒業。1990年から2002年まで若松部屋、2002年から2020年まで高砂部屋の師匠を務めた。

## 来歴
近畿大学3年生の1976年から翌1977年にかけて2年連続で学生横綱とアマチュア横綱の2つを同年度に獲得する活躍を果たし、1977年12月7日、高砂部屋を訪問し、入門する意思を伝えた。1978年（昭和53年）3月場所幕下付出（60枚目格）に本名「長岡」で初土俵。同年7月場所新十両、11月場所新入幕。1979年（昭和54年）3月場所「朝汐太郎」と改名。1982年（昭和57年）11月場所「朝潮」に改名。1983年（昭和58年）3月場所後大関昇進。1989年3月場所引退。

### 入門から幕内上位
小学校時代は常に成績が学年トップであり、太っていて苦手であった体育の評定が「2」であった以外はほとんどが「5」であった。一方で小学校卒業時には体重が80㎏を超える巨漢であった。当時の佐喜浜町は人口3000人の小さな町で、「勉強するなら大きな町で」と、高知市立愛宕中学校に越境入学した。12歳にして下宿生活を送り、中学時に体重は100キロを超えたという。体が大きいことで無理矢理に相撲部に誘われたのが、相撲を始めるきっかけとなった。中学2年生次に相撲部監督から勝手に登録され出場した高知県大会で2位。高知県立高知小津高等学校に非公式に誘われ進み、高校はアパートでの1人暮らしをしながら通った。小津高相撲部は県新人戦ベスト8が最高成績で決して強豪ではないが、気楽に過ごした。高校3年で国体出場、高校選抜ハワイ遠征で補欠に入る。進学先の近畿大学の相撲部へは強かった選手のおまけで勧誘された。
近畿大学で2年連続して学生横綱・アマチュア横綱のタイトルを獲得。最終タイトル8冠というその好成績から幕下付出が認められ、1978年3月「今度はプロの横綱を目指します」と高砂部屋に入門。後に本人が語るところによると、5代高砂は長岡の両親に対しては「息子さんをくれ」の一言しか言わなかったそうであるが、両親は「離島（徳之島）出身の朴訥なもの言いが、私ら高知の田舎者には合うのではないか」と評していた。高砂部屋の他にも時津風部屋、出羽海部屋からも勧誘を受けていたとのこと。他にも、春日野部屋、二子山部屋などからも勧誘があり、合計10部屋による争奪戦となっていた。
初土俵から所要2場所で十両昇進。十両昇進までは富士櫻の付け人についた。昇進の際に兄弟子の高見山から彼のタニマチである丸八真綿の布団を贈られた。関取になると高見山・富士櫻とともに「高砂三羽烏」などと称された。初土俵から5場所目で入幕。入幕2場所目で大関・貴ノ花を破り、初の敢闘賞を獲得。この場所で初土俵から初めての幕内2ケタ勝利までの最速タイ記録を果たした格好となった（年6場所制度下、所要6場所）。最速タイ記録に当初は本名で取ることを希望していたが先代朝潮太郎だった師匠から高砂部屋では最高の四股名である「朝汐太郎」を受け、襲名する。4代目の朝汐誕生である。しかし早くもプロの壁にぶつかり、翌1979年3月場所、上位陣との連日の対戦で初日から8連敗を喫する大不振に陥り、やっと手にした白星は、9日目の大関・旭國休場による不戦勝だった。結局この場所は5勝10敗に終わり、それから数場所も負け越しの連続で幕内下位に低迷し、影が薄い存在と化していた。この頃、相撲に自信をなくし廃業してたこ焼き屋でもやろうか、と考えていたところを兄弟子の富士櫻に叱咤されてもいる。
その後、徐々に幕内上位に返り咲き、1980年（昭和55年）3月場所11日目、横綱・北の湖との2度目の対戦で、朝汐は北の湖が出たところを豪快な引き落としで破り初金星を挙げ、この場所は10勝5敗で殊勲賞を獲得。これを皮切りに朝汐は上位陣から恐れられることになる。以後朝汐は輪島、三重ノ海、若乃花、千代の富士といった横綱陣との対戦では度々土をつけ、特に当時の実力第一人者である北の湖との対戦では、仕切りから横綱の計算を狂わせ、ファンはおろか当の上位力士でさえも驚くばかりの強さを発揮し、当時の幕内力士では唯一北の湖に通算13勝7敗（不戦勝1含む）と歴然とした差で勝ち越したことで話題を呼んだ。1981年5月場所8日目の北の湖戦でも全勝の北の湖に土をつける活躍を見せ、この時のNHK大相撲中継の視聴率は夏場所のものとしては2017年3月場所終了時点で最高となる38.2%であった（ビデオリサーチ調べ）。同年11月場所は12勝3敗の好成績で千代の富士と優勝決定戦に出場するが、敗れて初優勝を逃した。翌1982年1月場所は大関挑戦の場所であったが、6勝9敗と負け越し、失敗に終わった。1982年5月場所は13勝2敗の好成績で再び千代の富士と優勝決定戦に出場し、敗れてまたしても優勝を逃した。翌1982年7月場所は再度大関挑戦の場所であったが、8勝7敗に終わり、またしても失敗に終わった。このように素晴らしい成績を挙げながらも優勝・大関には手が届かず、3度あった優勝決定戦ではあと一歩のところで及ばず、勝敗の差が激しく連勝か連敗が目立ついわゆる「連（ツラ）相撲」も特徴であった。この頃は大関挑戦の場所を迎えては負け越し（あるいは最小の勝ち越し）て失敗、数場所後に大勝ちして再（々）度大関挑戦の繰り返しであった。
特筆すべき点は、1983年1月場所である。この場所の朝潮は破竹の勢いに乗り、北の湖を掬い投げでひっくり返し、若乃花を土俵下に突き飛ばして引退に追い込み、千代の富士も押し出して横綱を総なめにし、琴風以外の大関も倒す大活躍を見せつけた。結果は琴風との優勝決定戦となり敗北したが、大物同士がひしめき合ったこの場所で14勝1敗という優勝同然の成績を挙げた朝潮の活躍は、相撲内容も優勝した琴風以上のもので、横綱キラー朝潮の強さをまざまざと見せつけた場所であった。関脇以下の力士が横綱を3人倒すという快挙は当時では非常に稀で、歴史を辿っても過去に4人（初代若乃花：1953年1月場所、先代朝潮：1955年1月、富士櫻：1974年1月場所、栃赤城：1979年11月場所）しかいなかった。
翌3月場所、東関脇の地位で再び大関獲りとなったが3場所前の1982年11月場所が平幕（東前頭筆頭・9勝6敗）の地位だった為、先場所の同年1月と同様に終盤まで優勝争いに加わる好条件が求められた。同場所は7日目に出羽の花に敗れ1敗。その後終盤まで横綱千代の富士と優勝を争ったが、13日目千代の富士に敗れて2敗、14日目北天佑にも連敗し3敗に。そして千秋楽、「隆の里（当時大関）戦で敗れたら大関は見送り」との報道も流れる中、なんとか勝利して結果12勝3敗の成績を挙げ、ようやく遅咲きながら大関昇進を果たした。都合6度の大関挑戦を経験し、高砂から思うように大関昇進を果たせないことを指して「朝潮という四股名をやったのは大失敗。黒潮にしておけばよかった」と嘆かれたこともあったがその末に昇進を果たし、まさに朝潮は最も脂の乗った時期に差し掛かった。

### 大関時代
大関在位3場所目の1983年9月場所は、7日目まで6勝1敗と好調だった。しかし8日目の横綱・隆の里戦で上手捻りで敗れた際、「右膝内側側副靱帯損傷」の大怪我を負い途中休場、翌11月場所は全休。通常ならば大関で2場所連続負け越しすれば関脇へ陥落となるが、同1983年5月場所から公傷制度が大関にも適用される（その後2003年11月場所限りで公傷制度は廃止）事が決まっており、朝潮の11月場所の全休は公傷が認められたため、運良く陥落は免れた。また、大関の地位で公傷制度が適用されたのも、朝潮が第1号である。初の大関角番となった1984年（昭和59年）1月場所は、10勝5敗と勝ち越して角番を脱した。
大関でも連相撲ぶりが目立っていたが、1984年頃より従来の突き押し主体から、左四つ右上手で寄る相撲に変わっていき取り口的にも安定するようになった。1985年（昭和60年）3月場所では、6日目から連勝を重ねて勢いに乗り、千秋楽で大関若嶋津との相星決戦を制し、13勝2敗でようやく悲願の幕内優勝を果たした。その若嶋津戦では、当たって右上手を十分に引いた朝潮が、正面からグイグイ寄り進み、上手投げから186㎏の体重を預けるように寄り倒す会心の取り口で若嶋津を破った。この時期には、相手に当たった衝撃で額から血を流すことがしばしば見受けられ、流血も顔を二分化するかのような凄まじいものであった。本人は「白星欲しさに」だというが後に「あんなことしても痛いだけなんですけどね」と苦笑しながらコメントしている。その優勝した場所でも、流血して勝ちを取ったかのような勢いがあり、この頃の朝潮は横綱も正面から打ち負かすほどの、最強の強さを発揮していた。朝潮はこの場所限りで現役引退を表明した富士櫻を最後の餞にと優勝パレードの旗手に指名している。旗手は通常なら幕内力士が務めるが、引退時の富士櫻は十両であったため、十両力士が幕内優勝パレードの旗手を務めるのは異例であった。なお、朝潮の幕内優勝はこの1985年3月場所が唯一である。
しかし優勝場所以後、10勝以上を挙げたのはわずか2度で、14日目か千秋楽に勝ち越しを懸ける場所が多くなっていった。大関時代の後半の成績も8勝や9勝がほとんどで、「クンロク大関」と皮肉られた。それでもライバルとして横綱では隆の里や千代の富士（但し千代の富士の関脇昇進後は差が開いた）、大関では琴風、若嶋津、北天佑などがいた。
現役末期は押し相撲には必須の出足が鈍り、引きや叩きに対して脆く、前に落ちやすくなっていた。そしてそれが顕著に現れたのが、当時は突き押しのみが得意だった100kgを僅かに上回る程度の幕内最軽量級の若手力士寺尾との取組で、寺尾にがっぷり四つに組まれ電車道の相撲を取られる失態を犯した。これはある意味朝潮の致命的な弱点で、受けに回るとあっけなく寄り切られるという巨漢力士に似合わぬものであった。
1989年（平成元年）3月場所は大関角番では無かったものの、初日から4連敗を喫し体力の限界を理由に、4日目の寺尾戦を最後に現役引退を表明。なお当初、朝潮自身は「5日目の孝乃富士戦を現役最後の一番にしたい」と申し出たものの、相撲協会からは「死に体で土俵に上がる事は許されない」と認められず、5日目の孝乃富士戦は結局不戦敗となった。また、大関在位数36場所は、当時貴ノ花（初代）の50場所に次ぐ史上2位だった（現在史上8位）。
成績は大関止まりであったが、当時の横綱大関陣の優勝、番付昇進は朝潮の活躍が大きく作用している点も見逃せず、対戦力士にとって優勝や昇進においてベンチマーク的存在となっていた。北の湖は前述の通り、朝潮に再三敗れたために、連勝を何度も止められている上、千代の富士にも幾度も優勝を譲っている。1981年（昭和56年）1月場所では関脇・千代の富士は全勝で千秋楽を迎えた。北の湖は朝汐に負けて13勝1敗、千秋楽の北の湖対千代の富士は北の湖が勝ったが決定戦で千代の富士が本割のお礼とばかりに横綱を這わせ初優勝、場所後大関に昇進した。同年7月場所で横綱昇進を決めたのも、全勝の北の湖が朝汐に突き倒されて、千秋楽に相星決戦となった伏線があり、これもまさしく朝潮の暗躍の結果である。

### 現役引退後

#### 若松部屋・高砂部屋師匠時代
現役引退後の暫くは、年寄・山響を襲名して高砂部屋の部屋付き親方として後進の指導にあたっていた。しかし、10代若松親方（関脇・房錦）が病気で廃業したことに伴い、1990年（平成2年）3月に11代若松を襲名して若松部屋を継承した。山響親方、若松親方時代には、『クイズ世界はSHOW by ショーバイ!!』などのバラエティ番組にも積極的に出演し、独特のキャラクターで視聴者を笑わせていたが、これは「少しでも新弟子が集まるきっかけになれば」と宣伝を兼ねての出演だった。
師匠である6代高砂（小結・富士錦）の停年が近づくと、当初後継者とみられていた高砂部屋付きの錦戸親方（関脇・水戸泉）が、諸事情により継げなくなってしまったため、2002年（平成14年）2月5日付で6代高砂と年寄名跡の交換を行い、7代高砂を襲名するとともに、若松部屋の力士全員が高砂部屋に移籍した。この間、幕内・朝乃若、朝乃翔、十両・朝乃涛などの関取を育てた。
引退から日が浅かった頃は自ら胸を出して指導していた。指導者としては突き押しの指導を徹底し、弟子の朝乃山に関しては「朝乃山は正攻法で真っすぐ来ることを前提に相撲を取られる」としつつも「相手に読まれようとも小細工や駆け引きなどしない力士に育てたい」という育成方針を持っている。若松部屋を継承して以降「現役時代に嫌だったことは、弟子にはしない」というポリシーを掲げており、自身が5代高砂から宴席に連れ回されたり稽古中に竹刀で殴られたりした経験を踏まえ、弟子を極力宴席へ連れ出すことはせず、弟子を殴ることもしていない。2017年の夏合宿では力士達にのびのびしてほしいということで、自分は敢えて稽古場を離れて部屋付きに指導を任せるという一面を見せている。
さらに、2000年（平成12年）2月から2008年（平成20年）1月まで、4期8年にわたり日本相撲協会理事の要職を務める一方、朝青龍を横綱に育て、素質や人気から期待されながら果たせなかった自らの横綱昇進の夢を、愛弟子が実現した。本場所開催中（偶数日付）は日刊スポーツの相撲担当評論家として、同誌に解説「大ちゃん 大分析」を連載している（奇数日付は納谷幸喜＝元横綱大鵬の「土評」）。2010年（平成22年）1月場所まで、役員待遇委員の職位で審判部副部長を務めていた。
しかしながら、横綱昇進後も絶えることの無い朝青龍の問題児ぶりは、朝青龍本人の責任もさることながら、自身の管理能力の低さに起因するとの指摘があり、ノンフィクション作家の塩澤実信もTVでコメントを求められた際にその点を指摘している。2008年（平成20年）7月に、弁明も兼ねた自著『親方はつらいよ』（文春新書）にて、思いのたけを明かしている。なお、巻末には朝青龍のお詫び文が掲載された。さらに、結果的に事実上の解雇とも言うべき引退につながった2010年初頭の暴行事件を巡っては、改めて指導者としての資質が問われた。弟子の力士生命に関わる問題に師匠としての毅然とした態度を示せず、弁明に終始し、対応の不手際が批判されるようになった。この事から同年2月、朝青龍が暴行事件の影響で引退した事に関連して監督責任を問われ、役員待遇から主任へ2階級降格処分になることが決定された。朝青龍の暴行事件の際はすでに朝青龍を擁護するつもりはなかったが、断髪式では親方として丁重に見送っている。2011年（平成23年）1月31日に委員に復帰し、監察委員を経て、2013年2月に役員待遇委員へ再昇格、生活指導部副部長に就任した。2014年（平成26年）7月場所には貴乃花が検査入院のため場所を全休したことを受けて監察委員長を代行した。
13代東関が死去して東関部屋が八角部屋の一時預かりとなった際、芝田山広報部長は「八角部屋が一門の長」と説明し、事実上一門の名前を冠する自身が総帥ではないことが示された。
2020年3月場所前、高砂部屋の師匠として最後となる大阪場所激励会が2019新型コロナウイルス感染拡大の影響で中止になった。
停年前の最後の本場所である11月場所を控えた11月4日、オンライン記者会見で「いい師匠人生。個性を発揮できる力士になってほしい」と朝乃山ら弟子の成長を願った。現役時代の一番の思い出には、1985年3月場所に果たした唯一の優勝を挙げた。2010年には朝青龍が暴行問題の引責で引退するなど不祥事の対応に追われたこともあったが「問題を起こす横綱もいた。落ち着いてきたら朝乃山がタケノコのように伸びてきた。いろんな意味でついている人生」と振り返り、朝青龍に関しては「あれだけのことをやった。かばうにもかばいきれない。自業自得。本人にそう言っておいて」と切り捨てた。

#### 停年・再雇用
停年を間近に控えた2020年11月26日、日本相撲協会の理事会で、元関脇・朝赤龍が襲名していた錦島と名跡の交換が承認され、18代錦島として高砂部屋の部屋付き親方となった。元大関以上の再雇用制度利用は史上初。この師匠交代の際に「高砂という重い看板を背負うことになるが、そんなプレッシャーを感じる必要はない。自分を、そして周りを信じてノビノビと指導にあたってほしい。これまで同様、協力は惜しまない」と話した。参与（再雇用）は通例で「生活指導部（礼儀作法教育係）」を担当するが、直近まで役員待遇委員であった元大関であることを考慮されてか、相撲博物館の副館長を務めた。
『文藝春秋』2021年1月号では師匠退任に際して「現役、指導者としての約40年を振り返ってみて、何か悔いがあるとすれば、やはり横綱になれなかったことです」と吐露した。

#### 再雇用途中の日本相撲協会退職
再雇用任期中の2021年6月1日、18代錦島は日本相撲協会に退職届を提出し、同月10日付で受理され退職した。
同年6月11日、日本相撲協会は新型コロナウイルス（COVID-19）対応のガイドラインに違反したとして、弟子である朝乃山に対する処分（6場所出場停止・50％の減給6ヶ月）の発表に併せ、18代錦島に懲戒処分を行わず退職とした経緯について発表した。18代錦島のガイドライン違反は相撲協会コンプライアンス委員会（青沼隆之委員長＝元名古屋高検検事長）が朝乃山の調査をしていく過程で判明し、同委員会の聴取を受けたときに本人は認めたという。これを受けて同委員会は5月25日までに同伴した付け人の聴取を行い、以下の事実が認定されたという。
- 2020年7月場所中、同年11月場所中、2021年1月場所中、3月場所中に知人らと飲酒を伴う会食(付け人の力士養成員も同席）[37]
- 2020年7月場所以降は付け人の力士養成員を同席させ、部屋近隣で週2～3回の飲食
- 2020年末には、家族らとの会食に朝乃山を同席させた

度重なる違反行為について、同委員会は「指導者としての資質が欠けている。無自覚な振る舞いが弟子らの意識を麻痺させ朝乃山の不行状を生んだ」と断罪した。また部屋の師匠を8代高砂（朝赤龍）に禅譲した後も高砂部屋の建物に住み続け、この影響で8代高砂が部屋への通い親方の形となったことも「監督不行き届きとなった原因」と批判している。同委員会は「報酬減額の懲戒処分とすることが相当」と判断し、補足として「停年再雇用後の参与という立場を鑑み、退職願を受理することも検討すべき」と処分意見を答申していた。
本人はルール違反が指摘されると「俺がやめて丸く収まるなら」と、ためらいなく退職届に筆を走らせたという。同月4日には8代高砂と同委員会に呼ばれ、部屋施設の家主を早急に8代高砂に変更することを確認している。
この退職の顛末に関しては、豪放磊落で行き当たりばったりな性格が災いしたと評された。
7月場所まで務めていた日刊スポーツの評論は、9月場所より花田虎上が引き継いだ。

### 死去
死去する前年末に100万人に6人の確率で発症するとされる希少がんの一種である小腸がんを発症し、晩年はリハビリ生活を送っていた。ただし病気については親しい人物以外は知らさなかったという。2023年に入ると体調が悪化し、病床に伏して動けない状態が続き、家族には余命宣告もされていた。また、定年間際の時期には足の状態が悪く、車椅子生活を余儀なくされていた。
2023年11月2日、小腸がんのため、東京都墨田区の自宅で死去した。67歳没。訃報は翌3日、一部メディアの日本相撲協会関係者への取材により明らかになり、翌4日に妻の長岡恵がメディアの取材に応じ、死因を公表した。
2024年2月5日、都内のホテルでお別れの会が開催された。協会の八角理事長（元横綱・北勝海）や、弟子の朝乃山ら約350人が参列し、角界外部からは石毛宏典や赤井英和などが参列。弟子の元朝青龍も来賓扱いではないが姿を見せた。
没後、故郷の室戸市に妻から500万円の寄付があり、室戸市立室戸小学校のスクールバスの購入に充てられ、2025年4月より運行を開始した。このスクールバスの車体には飛び跳ねる元朝潮のイラストが描かれている。

## 人物・エピソード

### 家族
- 父は元漁師・捕鯨船砲手。父は捕鯨船の砲手として長い航海に出る生活で、父と邂逅するのは年に2回だけだったという[7]。仕事柄上父親が一度出港すると何ヶ月も帰って来ないため、長岡少年は心配する家族を思い子供の時から明るく振る舞い、そのまま大人になった[50]。父親は捕鯨船を降りてからは高知でホエールウォッチングの船長をしていて、その船は「末弘丸」といい息子の名を船につけた[51]。四股名「朝潮」も父の縁で日本海軍の駆逐艦である朝潮から取ったという説がある。
- 2人兄弟の長男で、4歳下の弟がいる[52]。
- 1985年6月にコノミヤの社長令嬢である芋縄恵と婚約した。恵が朝潮のファンで、今宮戎神社の福娘に選ばれたときのテレビのインタビューでそのことを話していたのを、たまたま朝潮の両親が見ていた。恵の父・純市も同じ近大卒であることから縁がつながり、初優勝直後の1985年4月にお見合いにこぎつけた[53]。お見合いをはしごして有馬温泉から遅刻も、待っていた夫人に「ピンときた」と後は押しの一手であった。1986年1月27日に挙式した[6][54]。朝潮が若松部屋を継承すると恵はおかみさんとして奮闘するが、当初はマスコミに「ドジで間抜けなおかみさん」という取り上げられ方をされた[55]。

### 入門前
- 愛称は「大ちゃん」[10][56]。相撲を知らない人でも名前だけは聞いたことがあるという人が多かったほどの人気を博した大関であった。中学生で相撲を始めた頃、人前で廻し姿になって尻を見せるのが嫌で仕方が無かったが、体が大きかったことから「大ちゃん」と呼ばれるようになった[7][8]。
- 近大1年生の頃に新入部員であった長岡は大学のコーチの吉村道明を稽古場で負かし、吉村はショックを受けてすぐにコーチを辞めてしまった[7]。長岡は近大出身者としては吉村以来の学生横綱となる[57]。
- 近大に入学した時、当時はハラスメントという概念がない時代であったが、相撲部のしごきの中でも最難関は「セミ」というしごきで、下級生が巨体で木にしがみつきながらそのまま木から落ちないように大声で「ミーン・ミン」とセミの鳴き真似をするものである。1年生だった長岡は木にしがみつき「ツクツクボウシ、ツクツクボウシ」と叫び、その場の全員が大笑いで、それ以来近大の夏の風物詩でもあった「セミしごき」はなくなったという。「どんな状況でも相手を笑わせて場を和ませることが大事なんだ」とのことで、朝青龍騒動の時も「ダブル虹を見た」など、場違いの発言をしてひんしゅくを買った。その夜記者が「なんで?」と聞いたら「怒られると分かってたけど、それがオレのキャラなんだよ」と豪快に笑った[50]。
- 大学8冠の相撲エリートぶりから「角界の江川クン」と呼ばれた[1]。もっともこの頃になっても相撲は「やらざるを得ない」[57]という気持ちが強く、進路について悩んでいたが、相撲に関わらない学生たちとの食事会が切っ掛けで自分にはビッグタイトルを取った相撲があることを再認識し、角界入りを志すに至った[1]。なお、学生時代は相撲以外にも数学系を得意とし成績優秀であり教師を志していたというが、相撲部の活動を優先して教育実習への出席を泣く泣く諦めたという[57][1]。

### 現役力士として
- 入門先に高砂部屋を選んだ経緯は上述の通りであるが、新人をいじめるのは古参の幕下と相場が決まっていたため相撲部のマネージャーに所属幕下力士の数を調べさせ、結果当時の高砂部屋には幕下力士が2人しかいないと知って「これなら大丈夫だ」と決意した[13]。当時すでに高齢であった高見山や富士櫻等関取に古参が多かったのですぐに自分が部屋頭になれると思いきや、2人が30代後半まで関取として土俵に上がり続けたため大変だったと話していたという[58]。同時に、当時珍しかった大卒力士をその2人が周囲のやっかみなどから守ってくれたと感謝している[11]。また、『多国籍企業について』という卒業論文を書いた長岡としては、外国人力士のいる高砂部屋は自分に合っていると判断することができたようである[13]。
- 水戸泉は朝潮と同部屋・同場所初土俵の関係であるが、大卒幕下付出の朝潮と中卒の水戸泉とでは7歳差があり、番付では一度も水戸泉に抜かれることはなかった[59]。
- 本場所で支度部屋での朝潮は面白いキャラクターそのもので、その日の勝敗についてよくマスコミと冗談も交えて談笑して雰囲気を盛り上げたものであった。のちに相撲協会の広報部長に就いたのも、持ち前の話術をうまく生かしていたものと言えた。「高砂部屋の芸能部長」を自認し、CMにも出演、また1984年にはラジオシティレコードから「ほたる川」で歌手デビューするなどの活動もあった。
- 現役時代は稽古嫌いなどと一部からは指摘されていたが、実際には富士櫻や高見山に半殺しに近い猛稽古を付けられており、大関昇進後も5代高砂から稽古中に当たり前のように竹刀で叩かれていた[11]ところを見た後援者が親方に「朝潮はもう大関なんだから竹刀で叩くのをやめろよ」と意見したこともある[60][61]。
- 大阪で開催される3月場所と縁が深く、初土俵、初金星、大関昇進を決めた場所、初優勝、現役引退すべて3月場所である。学生時代を大阪で過ごしたことから大阪を「第二の故郷」と位置付けている[10]。

### 同世代の力士との関わり
- 千代の富士は朝潮と同学年（1955年生まれ）かつ同じ高砂一門であり、朝潮の入門時に千代の富士はすでに幕内力士であったが、朝潮はすぐに追いつき互いに出世を競った。2016年7月31日、千代の富士の九重が61歳で死去。その訃報に接し高砂は「最後に会ったのは5月場所の初日。監察室で余りに細くなった顔を見て『痩せたねえ』と声掛けたら『健康管理の為にダイエットしてるんだよ』と強がって返した。治療してる事を一切言わず、弱みを見せたくなかったのだろう。そうやって我を張って生きたのがマイナスになったかも知れないが、我を張らなかったらアイツじゃない。千代の富士らしい生きざまを、最後まで貫いてくれたと思う」と追悼のコメントを述べていた[62]。目線を下げるのが苦手で今一つ協会内での人望に恵まれなかった九重にとって高砂は角界における数少ない理解者であったという。

### 親方として
- 直弟子の中で最も早く幕内に昇進した朝乃若についてはその引退後に「一番怒った弟子」[63]と振り返り、「とにかくはたく、引く、逃げるの相撲しか取らない力士でした。『たまには押せ!一度でいいから前に出る相撲を取ってみろ!』と怒ってばかりでしたが、ついには思い至ったものです。『いやあ、あそこまで徹底的に引いたりはたいたりすれば、それもまたひとつの技術だな』と」[63]と最後は笑いに変えている。
- 朝青龍については「もっとも手こずらされた」[64]弟子と評し、「とにかく負けず嫌いで、喜怒哀楽が激しく思いを内に秘められない性格なのです」「闘志のすべてが前面に出てしまうのです」[65]とする一方、「落ち込む時もまた極端なのです。土俵上での強さ、日ごろの言動からは想像がつかないかもしれませんが、性格的には非常に繊細で純粋な部分を持ち合わせてもいる」「実際、感情が豊かとでもいいましょうか、よく泣く青年なのです」[66]と分析している。同著では「「品格」という実態のない、誰もわからないものの中に「横綱」を押し込もうとするから、齟齬が出て、うまくいかない」[67]とも主張している。朝青龍の入門については、明徳義塾高等学校相撲部監督の浜村敏之が朝潮と近大の同期生であった縁があり、浜村から「とにかくひたすら稽古をするヤツだぞ」と紹介され、「稽古好きな子が部屋に入れば、周囲にもいい影響を与えるだろう」と入門を受け入れる[68]。朝青龍が稽古熱心であるという評価は終始一貫していて晩年の絶縁状態にあっても「稽古は一番やっていた。自分でやらなきゃいけないことが、よく分かっていた」と朝青龍を認めていたことが、自身の死去の際に明らかになっている[60]。
- 朝青龍が起こした2007年（平成19年）夏以降の一連の出場停止騒動の際は、療養のためモンゴルに帰国する朝青龍に同行し、行動に全責任を持つと神妙に話していたのにもかかわらず、数日で日本に戻ってきた際には朝青龍の療養先の温泉について、記者会見で「肌がツルツル」と感想を語り、「ダブルアーチの虹を見た」などと場違いな発言までして、記者は騒然とした。あまりにも深刻な雰囲気に、親方は笑いを取らねばと思ったという[24]
- 2015年12月9日、満60歳となる還暦を迎え、同年12月21日には高砂の還暦を祝うパーティーを開催、その際に親方は赤い羽織と帽子を着用して現れた。そのパーティーの席上で、高砂自ら「朝青龍という強くて困った横綱を作りましたが、今後は和製（横綱）を作りたい。これが定年までの残された5年の私の夢。至らぬ親方、出来の悪い弟子ですが宜しくお願いします」と苦笑いしつつ関係者らに挨拶した[69]。
- 停年退職の際に、朝青龍とは「もし、メールを送ってきても、読まずに消すよ!」と絶縁状態であることを示した[70]。朝青龍が不祥事を受けて引退したのちは、朝青龍の話題は自身の前ではタブーとなった[60]。
- 朝赤龍については、「当初は『青』より『赤』のほうが強くなるかな、と思っていたくらいです。私は、このふたりの指導方法を変えたつもりは全くないのです」「『赤』のほうは、落ち着いた温厚な性格で、今まで私の手をわずらわせたことは一度もありません」「稽古場で『赤』が泣いたことはありませんでした。考えようによっては『青』より『赤』のほうが、気持ちが強いのだと言えるかもしれません」[71]と、何かにつけて朝青龍と対比させる評価が目立つ[11]。攻撃的な相撲を取る力士が多い高砂一門において朝赤龍は本格的な四つ相撲であり、高砂一門において「珍しいタイプ」[72]と評している。後年のインタビューでも「(朝青龍と)同じモンゴル人なのに、まったくタイプが違うね。彼ほど、おとなしい人は珍しいよ。とにかく人当たりがいいんだ。親方としてのポリシー?まあ、嘘をつかない、人を騙さないってことですよ。人の生き方とまったく同じだよ」と前向きに評価していた[70]。
- 『FLASH』2020年12月22日号のインタビューでは、角界入りしてから「打倒・北の湖」を目標に掲げていたこと、輪島を打倒すべき目標としていた北の湖とは違う「同じ学生相撲出身者としての憧れ」と位置付けていたこと、1989年3月場所は角番でもなかったが第二の故郷で行われる特別な場所である大阪場所だからこそ引退場所として選んだことなどを語った。引退後に出演した『なるほど!ザ・ワールド』は本人曰く準レギュラーであったとのこと[70]。

### 朝潮を取り上げた作品
- いしいひさいちの4コマ漫画でも主人公となり、『ワイはアサシオや』という単行本になったほど。なお、彼自身この漫画のファンで、いつも読んでは爆笑していたという。また、木村えいじの漫画『達磨』の、達磨親方役も本人の公認済。
- 現役最末期の1989年（平成元年）頃、「人気はあっても歯応えのないもの」を漫画家のいわみせいじは当時連載中の『まんがスポーツ』（芳文社、現在休刊）で「阪神・朝潮・ハンバーグ」と取り上げていた[73]。
- 14日目を終え7勝7敗で迎えた場所の千秋楽の勝率が高いこともあり、やくみつるも昭和63年の「おちゃんこクラブ」のネタとして「横綱四態」の表題で、千代の富士を「実力横綱」、大乃国を「番付横綱」、鳳凰を「稽古場横綱」と描いたオチに朝潮を「千秋楽7勝7敗横綱」と皮肉と揶揄を込めて描いているが、引退の前場所、角番として最後に勝ち越した場所は前半、6勝1敗と好調ながら中盤以降連敗し、14日目に勝ち越しを決めたが、千秋楽に敗れて8勝7敗に終わっている。

## 主な成績
- 通算成績：564勝382敗33休　勝率.596
- 幕内成績：531勝371敗33休　勝率.589
- 大関成績：294勝203敗33休　勝率.592
- 幕内在位：63場所
- 大関在位：36場所（引退当時貴ノ花の50場所に次いで歴代2位、現在は歴代8位）
- 三役在位：13場所 (関脇9場所、小結4場所)
- 対横綱戦勝利：40勝（歴代4位・最高位が大関以下の力士の中では歴代1位、不戦勝(対北の湖戦の1勝)を除く）
- 三賞：14回
  - 殊勲賞：10回(1980年3月場所、1980年5月場所、1980年7月場所、1981年5月場所、1981年7月場所、1981年11月場所、1982年5月場所、1982年7月場所、1983年1月場所、1983年3月場所)(最多受賞回数)
  - 敢闘賞：3回（1979年1月場所、1979年9月場所、1982年5月場所）
  - 技能賞：1回（1983年1月場所）
- 金星：5個（北の湖4個、輪島1個）
- 通算（幕内）連続勝ち越し記録：26場所（歴代7位タイ・1984年1月場所〜1988年3月場所）
- 各段優勝
  - 幕内最高優勝：1回（1985年3月場所）
  - 幕下優勝：1回 (1978年3月場所)

### 場所別成績
| | 一月場所 初場所（東京） | 三月場所 春場所（大阪） | 五月場所 夏場所（東京） | 七月場所 名古屋場所（愛知） | 九月場所 秋場所（東京） | 十一月場所 九州場所（福岡） |
| --- | ----------------------- | ----------------------- | ----------------------- | --------------------------- | ----------------------- | --------------------------- |
| 1978年 （昭和53年） | x                       | 幕下付出60枚目 優勝 7–0 | 西幕下6枚目 6–1         | 西十両13枚目 10–5           | 東十両5枚目 10–5        | 西前頭13枚目 9–6            |
| 1979年 （昭和54年） | 東前頭6枚目 10–5 敢     | 東前頭筆頭 5–10         | 東前頭6枚目 6–9         | 東前頭10枚目 6–9            | 東前頭14枚目 10–5 敢    | 西前頭6枚目 7–8             |
| 1980年 （昭和55年） | 東前頭7枚目 8–7         | 西前頭2枚目 10–5 殊★    | 東小結 10–5 殊          | 西関脇 11–4 殊              | 東関脇 6–9              | 西前頭2枚目 7–8             |
| 1981年 （昭和56年） | 東前頭3枚目 8–7 ★       | 東前頭筆頭 8–7          | 西小結 9–6 殊           | 東張出関脇 11–4 殊          | 西関脇 7–8              | 西張出小結 12–3 殊          |
| 1982年 （昭和57年） | 西関脇 6–9              | 西前頭筆頭 8–7 ★        | 西小結 13–2 殊敢        | 西関脇 8–7 殊               | 西張出関脇 7–8          | 東前頭筆頭 9–6 ★            |
| 1983年 （昭和58年） | 西関脇 14–1 殊技        | 東関脇 12–3 殊          | 東張出大関 9–6          | 東張出大関2 9–6             | 西張出大関 6–3–6        | 西張出大関 休場 0–0–15      |
| 1984年 （昭和59年） | 西張出大関 10–5         | 東張出大関 9–6          | 西張出大関 10–5         | 西大関 8–7                  | 東張出大関 11–4         | 西大関 10–5                 |
| 1985年 （昭和60年） | 西大関 9–6              | 東張出大関 13–2         | 東大関 11–4             | 東大関 9–6                  | 東張出大関 9–6          | 東張出大関 9–6              |
| 1986年 （昭和61年） | 西張出大関 9–6          | 東張出大関 10–5         | 西大関 9–6              | 東張出大関 9–6              | 東張出大関 9–6          | 西大関 8–7                  |
| 1987年 （昭和62年） | 西張出大関 9–6          | 西張出大関 9–6          | 東張出大関 8–7          | 東張出大関 9–6              | 東張出大関 8–7          | 東張出大関 8–7              |
| 1988年 （昭和63年） | 西張出大関 9–6          | 西張出大関 8–7          | 西張出大関 1–2–12       | 西張出大関 8–7              | 西張出大関 9–6          | 西大関 4–11                 |
| 1989年 （平成元年） | 西張出大関 8–7          | 東張出大関 引退 0–5–0   | x                       | x                           | x                       | x                           |
| 各欄の数字は、「勝ち-負け-休場」を示す。 優勝 引退 休場 十両 幕下 三賞：敢=敢闘賞、殊=殊勲賞、技=技能賞 その他：★=金星 番付階級：幕内 - 十両 - 幕下 - 三段目 - 序二段 - 序ノ口 幕内序列：横綱 - 大関 - 関脇 - 小結 - 前頭（「#数字」は各位内の序列） |                         |                         |                         |                             |                         |                             |

## 合い口
- 元横綱・輪島には2勝6敗。最後の勝利は1981年1月場所で、決まり手は引き落とし。なお、翌3月場所で輪島の現役最後の白星を献上している。
- 元横綱・北の湖には13勝7敗(不戦勝1を含む)。最後の白星は1984年3月場所で、決まり手は寄り切り。
- 元横綱・若乃花(2代)には6勝9敗。1983年1月場所で突き倒しで勝った相撲が、若乃花の現役最後の一番となった。
- 元横綱・三重ノ海には1勝3敗。最初の対戦から3連敗していたが、最後の対戦となった1980年7月場所で初勝利を挙げた。決まり手はうっちゃり。
- 元横綱・千代の富士には15勝31敗。他に優勝決定戦で2敗がある。最後の白星は1987年5月場所で、決まり手は寄り切り。
- 元横綱・隆の里には14勝12敗。大関同士の対戦は2敗、隆の里の横綱昇進後は4勝3敗。最後の白星は1984年9月場所で、決まり手は押し出し。
- 元横綱・双羽黒には4勝12敗。大関同士の対戦は1勝3敗、双羽黒の横綱昇進後は1勝5敗。最後の白星は1987年7月場所で、決まり手は寄り切り。
- 元横綱・北勝海には11勝15敗。大関同士の対戦は2勝3敗、北勝海の横綱昇進後は1勝5敗。最後の白星は1987年11月場所で、決まり手は寄り倒し。
- 元横綱・大乃国には13勝19敗。大関同士の対戦は5勝8敗、大乃国の横綱昇進後は2勝5敗。最後の白星は1988年9月場所で、決まり手は引き落とし。
- 元横綱・旭富士には5勝22敗。大関同士の対戦は7戦全敗。旭富士の横綱昇進前に、朝潮が引退したため、横綱昇進後は対戦なし。最後の白星は1987年3月場所で、決まり手は寄り切り。
- 元大関・貴ノ花には4勝5敗(不戦勝1を含む)。最後の自力勝利は1985年7月場所で、押し出し。
- 元大関・魁傑には1勝。魁傑が現役最後の場所となった1979年1月場所で、押し出しで勝った相撲が唯一の対戦となった。
- 元大関・旭國には1979年3月場所で、不戦勝を挙げたのみ。
- 元大関・増位山には5勝7敗。増位山の大関昇進後は3勝3敗、大関同士の対戦はなし。最後の白星は1980年11月場所で、決まり手は送り出し。
- 元大関・琴風には10勝16敗。他に優勝決定戦で1敗がある。大関同士の対戦は4勝5敗。最後の白星は1985年3月場所で、決まり手は寄り切り。
- 元大関・若嶋津には13勝20敗。大関同士の対戦は8勝13敗。最後の白星は1987年1月場所で、決まり手は寄り切り。
- 元大関・北天佑には25勝16敗(不戦勝1を含む)。大関同士の対戦は18勝12敗(不戦勝1を含む)。最後の白星は1988年9月場所で、決まり手は叩き込み。
- 元大関・霧島には6戦全勝。いずれも霧島が大関に昇進前の対戦である。

## 幕内対戦成績
| 力士名   | 勝数 | 負数 | 力士名     | 勝数 | 負数 | 力士名      | 勝数  | 負数 | 力士名   | 勝数 | 負数  |
| -------- | ---- | ---- | ---------- | ---- | ---- | ----------- | ----- | ---- | -------- | ---- | ----- |
| 青葉城   | 8    | 3    | 青葉山     | 0    | 1    | 安芸ノ島    | 1     | 2    | 旭國     | 1(1) | 0     |
| 旭富士   | 5    | 22   | 東洋       | 3    | 2    | 天ノ山      | 6     | 3    | 荒勢     | 8    | 1     |
| 板井     | 10   | 1    | 恵那櫻     | 1    | 1    | 大潮        | 6     | 1    | 巨砲     | 25   | 11(1) |
| 大錦     | 4    | 2    | 大乃国     | 13   | 19   | 大豊        | 2     | 1    | 魁輝     | 4    | 4     |
| 魁傑     | 1    | 0    | 北瀬海     | 1    | 0    | 北の湖      | 13(1) | 7    | 騏ノ嵐   | 1    | 1     |
| 霧島     | 6    | 0    | 起利錦     | 2    | 0    | 麒麟児      | 20    | 9    | 蔵間     | 20   | 3     |
| 黒瀬川   | 8    | 4    | 黒姫山     | 2    | 3    | 高望山      | 8     | 1    | 琴稲妻   | 0    | 1     |
| 琴ヶ梅   | 5    | 10   | 琴風       | 10   | 16*  | 琴千歳      | 0     | 1    | 琴富士   | 1    | 0     |
| 琴若     | 4    | 1    | 斉須       | 2    | 0    | 蔵玉錦      | 5     | 4    | 逆鉾     | 18   | 11(1) |
| 佐田の海 | 17   | 3    | 薩洲洋     | 1    | 0    | 嗣子鵬      | 3     | 1    | 陣岳     | 10   | 2     |
| 大旺     | 1    | 0    | 大こう     | 1    | 0    | 太寿山      | 20    | 3    | 大徹     | 5    | 0     |
| 隆の里   | 14   | 12   | 貴ノ花     | 4(1) | 5    | 孝乃富士    | 3     | 2(1) | 隆三杉   | 3    | 0     |
| 多賀竜   | 8    | 0    | 谷嵐       | 1    | 1    | 玉輝山      | 0     | 1    | 玉ノ富士 | 0    | 2     |
| 玉龍     | 4    | 1    | 千代の富士 | 15   | 31** | 寺尾        | 7     | 4    | 照の山   | 3    | 0     |
| 出羽の花 | 28   | 12   | 闘竜       | 8    | 5    | 栃赤城      | 6     | 3    | 栃司     | 10   | 2     |
| 栃剣     | 2    | 2    | 栃乃和歌   | 3    | 5    | 栃光        | 5     | 7    | 花乃湖   | 6    | 6     |
| 花ノ国   | 2    | 1    | 飛騨乃花   | 4    | 0    | 藤ノ川      | 2     | 1    | 双津竜   | 1    | 1     |
| 双羽黒   | 4    | 12   | 鳳凰       | 9    | 5    | 北天佑      | 25(1) | 16   | 北勝海   | 11   | 15    |
| 前乃臻   | 1    | 0    | 増位山     | 5    | 7    | 舛田山      | 8     | 8    | 益荒雄   | 2    | 3     |
| 三重ノ海 | 1    | 3    | 三杉里     | 1    | 0    | 豊山        | 2     | 3    | 両国     | 6    | 3     |
| 若嶋津   | 13   | 20   | 若瀬川     | 4    | 0    | 若乃花(2代) | 6     | 9    | 若の富士 | 3    | 0     |
| 輪島     | 2    | 6    | 鷲羽山     | 5    | 1    |             |       |      |          |      |       |

- 他に優勝決定戦で琴風に1敗、千代の富士に2敗がある。

## 対横綱北の湖

### 対戦成績
| 場所         | 朝潮 | 決まり手   | 北湖 | 勝敗 | 解説 |
| ------------ | ---- | ---------- | ---- | ---- | --- |
| 昭和54年3月  | ●    | 寄り切り   | ○    | 0–1  | 初対決は先輩の意地を見せた北の湖が先制。北の湖「オレに勝つのはまだ3年早い」。朝汐はこの場所初日から8連敗で初の負け越し。                                                                        |
| 昭和55年3月  | ○    | 引き落とし | ●    | 1–1  | 立合いから突っ張り合いとなり、朝汐が突進する北の湖の僅かな隙を突いて土俵際で右に回って叩き込む。横綱戦に初勝利した朝汐は初の殊勲賞受賞。                                                        |
| 昭和55年5月  | ○    | 押し出し   | ●    | 2–1  | 北の湖まさかの連敗で「どうした北の湖」とファンを心配させた一番。同じ相手に対しての連敗癖も露呈。                                                                                                |
| 昭和55年7月  | ●    | 寄り切り   | ○    | 2–2  | 北の湖、朝汐に土俵際まで攻め込まれたが、凄まじい形相で反撃し辛勝。この場所の北の湖は全勝優勝を飾る充実振り、朝汐も北の湖には勝てなかったものの他の上位陣に勝ったことから3場所連続殊勲賞を受賞。 |
| 昭和55年9月  | ●    | 寄り切り   | ○    | 2–3  | 再び圧倒的な強さで北の湖が朝汐に勝ち越す。これを最後に以後北の湖が朝汐に勝ち越すことはなかった。                                                                                                |
| 昭和56年1月  | ○    | 突き落とし | ●    | 3–3  | 朝汐が引き技で北の湖の連勝に待ったを掛ける。この後北の湖は14勝1敗で千代の富士との優勝決定戦に臨み敗れている。                                                                                   |
| 昭和56年5月  | ○    | 引き落とし | ●    | 4–3  | またも朝汐の引きに北の湖が不覚。北の湖は14勝1敗で優勝したものの、この頃から朝汐を苦手とするようになる。朝汐は当時現役力士で唯一北の湖に勝ち越し。                                               |
| 昭和56年7月  | ○    | 突き倒し   | ●    | 5–3  | 北の湖が初日から13連勝で14日目に組まれた一番。立合い北の湖は反射的に苦手意識を露呈、突っ張り合いの末に朝汐に突かれ、尻餅をついて土俵下まで転落。                                                |
| 昭和56年9月  | ○    | 寄り切り   | ●    | 6–3  | 朝汐はこの場所負け越しながらも、14日目北の湖に勝利。この一番により北の湖と優勝を争っていた琴風が初優勝となったが、翌日千秋楽で朝汐はその琴風にも土をつけている。                                |
| 昭和56年11月 | □    | 不戦       | ■    | 7–3  | それまで皆勤だった北の湖が初休場し朝汐が不戦勝。この場所の朝汐は12勝3敗で優勝同点。 |
| 昭和57年1月  | ●    | 寄り倒し   | ○    | 7–4  | 北の湖が朝汐を堂々と寄り倒し久々に雪辱を果たす。北の湖はそのまま千秋楽まで連勝を重ね、13勝2敗で優勝。                                                                                           |
| 昭和57年3月  | ○    | 押し出し   | ●    | 8–4  | また朝汐が先場所以来続いていた北の湖の連勝にストップをかける。 |
| 昭和57年5月  | ○    | 押し出し   | ●    | 9–4  | 北の湖あっけない負け方、曰く「なぜか知らないけど、あららという間に負けちゃう」。朝汐は13勝2敗で優勝同点と優勝争いでも健闘。                                                                     |
| 昭和57年9月  | ●    | 寄り切り   | ○    | 9–5  | 横綱らしい堂々たる取り口で北の湖が快勝。この頃から両者の対戦は新聞のスポーツ欄のトップを飾るようになる。                                                                                        |
| 昭和57年11月 | ○    | 押し出し   | ●    | 10–5 | 北の湖が初日からいきなり敗れる。 |
| 昭和58年1月  | ○    | 掬い投げ   | ●    | 11–5 | 立合いから北の湖が優勢で思い切って朝潮を追い込んだが、土俵際で逆転され、受けに回ると朝潮に攻め込まれた。                                                                                        |
| 昭和59年1月  | ○    | 寄り切り   | ●    | 12–5 | 1年ぶりの対戦だったが朝潮が圧勝。朝潮はこの場所千代の富士と隆の里の二横綱も破って「横綱キラー」の異名をとる。                                                                                   |
| 昭和59年3月  | ○    | 寄り切り   | ●    | 13–5 | 北の湖にとっては幕内通算1000回出場という記念すべき日だったが、またも朝潮に敗れて、曰く、「どうしてオレの時だけ強いんだ」。朝潮はこの場所も三横綱を総なめ。                                      |
| 昭和59年5月  | ●    | 寄り切り   | ○    | 13–6 | 朝潮が優勢で北の湖を追い込んだが、土俵際で体が入れ替わり、北の湖がそのまま寄り切る。北の湖はこの場所最後の全勝優勝。                                                                            |
| 昭和59年7月  | ●    | 寄り切り   | ○    | 13–7 | 北の湖、万全の相撲で朝潮に連勝。北の湖にとっては15日間出場した場所で最後の白星となった一番。 |

#### 対戦分析
現役時には最強の名をほしいままにした横綱・北の湖が何故朝潮を苦手としていたのか? 
これには様々な説があるが、集約してみると次の通りである。
- 朝潮のゆっくりした仕切りに、北の湖の気持ちが焦らされた（時間的に見ると、普通の力士の倍以上掛かっている）。
- 引き技・いなしを得意とした朝潮に思い切って出て行けず、そこを朝潮に攻められた。
- 180cm170kgの北の湖は当時の角界で最重量の部類で自分より重い力士との対戦経験に乏しかった（朝潮は183kg）。
- 朝潮の引き技に相撲勘が働きにくかった。
- 高見山との稽古で身につけた朝潮のぶちかましが、横綱をも後退させるほど強烈だった（実力的な面での見解）。
- 朝潮の顔を見ると思わず笑いそうになりそれを堪え切れず負けてしまう（ビートたけしの発言）。

北の湖本人も「何故そうなったのか分らない」と言うほど、朝潮の攻めは計算出来ないものだったらしいが、全体的に見ると、上記の要因がそれぞれ複雑に作用して結果に現れたと推察される。朝潮の取り口の工夫などもあり、「苦手意識」「考えすぎ」といわれるようなマイナスの心的要因が働いて、北の湖が出足を鈍らされたことはほぼ間違いないと言っていいだろう。このような心理が起因して予想外の結果を生むことは、他のスポーツ界でも見られるものである。

### 北の湖が朝潮に連勝を止められたケース
北の湖は6度に渡って朝潮に初日からの連勝を止められている。そのうち3度は朝潮からの黒星のみの14勝1敗、3度は優勝同点または優勝次点に終わっており、そのいずれも千秋楽の対千代の富士戦に敗れ、千代の富士に優勝をさらわれる結果となっている。
| 場所        | 対戦日 | 北の湖の成績     | 備考                                                                                  |
| ----------- | ------ | ---------------- | ------------------------------------------------------------------------------------- |
| 昭和55年3月 | 11日目 | 13勝2敗 優勝     |                                                                                       |
| 昭和55年5月 | 9日目  | 14勝1敗 優勝     |                                                                                       |
| 昭和56年1月 | 10日目 | 14勝1敗 優勝同点 | 本割では14戦全勝の関脇千代の富士を破ったが、優勝決定戦で敗北。                        |
| 昭和56年5月 | 8日目  | 14勝1敗 優勝     | 前場所からの連勝が15でストップ                                                        |
| 昭和56年7月 | 14日目 | 13勝2敗 優勝次点 | 前場所からの連勝が20でストップ。1敗同士の相星決戦で大関千代の富士に敗北。             |
| 昭和57年3月 | 7日目  | 11勝4敗 優勝次点 | 前場所からの連勝が16でストップ。2敗の横綱千代の富士に敗北（勝利すれば決定戦だった）。 |

## 改名歴
- 長岡 末弘（ながおか すえひろ）1978年3月場所-1979年1月場所
- 朝汐 太郎（あさしお たろう）1979年3月場所-1982年9月場所
- 朝潮 太郎（あさしお たろう）1982年11月場所-1989年3月場所

## 年寄変遷
- 山響 末弘（やまひびき すえひろ）1989年3月-1990年3月
- 若松 末弘（わかまつ -）1990年3月-2002年2月
- 髙砂 浦五郎（たかさご うらごろう）2002年2月-2020年11月
- 錦島 末弘（にしきじま すえひろ）2020年11月-2021年6月

## 著書
- 『親方はつらいよ』文春新書（2008年7月）　ISBN 4166606433